# Herbert Lionel Adolphus Hart
Herbert Lionel Adolphus Hart (1907-1992) va ser un pensador anglès que va destacar per les seves contribucions a la filosofia del dret i la política. Va estar lligat al llarg de tota la seva vida a la Universitat d'Oxford, excepte uns anys exercint com a advocat i el treball per als serveis d'intel·ligència durant la Segona Guerra Mundial. Proposava usar l'anàlisi lingüística per als textos legals, tant per resoldre'n les possibles ambigüitats com per analitzar els conceptes claus relacionats amb la justícia i el dret. També va diferenciar entre lleis primàries i secundàries, essent les segones manaments que permeten ignorar les primeres per qüestions morals, seguint les tesis de l'utilitarisme. Va influir en filòsofs posteriors com John Rawls i altres estudiosos britànics. La seva obra El concepte de dret (1961) és considerada com l'obra més important de filosofia del dret del segle xx. Abans de la seva obra hi ha essencialment, les aportacions de l'anomenada jurisprudència analítica anglesa del segle XIX de Jeremy Bentham i John Austin.

## Obra seleccionada
- Causation in the Law (1959)
- The Concept of Law (1961) (El concepte del dret)
- Law, Liberty and Morality (1963)
- The Morality of the Criminal Law (1964)
- Punishment and Responsability (1968)

## Traduïdes al català
- El concepte de dret. Traducció: Pau Luque. Introducció de J.J. Moreso.  Girona: Elageminada, març de 2012. ISBN 978-84-938587-9-7.